# Man's Genesis
Man's Genesis er en amerikansk stumfilm fra 1912 af D. W. Griffith.

## Medvirkende
- Mae Marsh som Lilywhite
- Robert Harron som Weakhands
- W. Chrystie Miller
- Wilfred Lucas som Bruteforce
- Charles Hill Mailes